# Sonny Rollins and the Contemporary Leaders
Albums de Sonny Rollins
Sonny Rollins and the Big Brass
(1958) The Bridge
Sonny Rollins and the Contemporary Leaders est un album de Sonny Rollins, enregistré en octobre 1958, pour le label Contemporary Records.

## Musiciens
Les titres sont enregistrés en sextette.
| Musiciens      | Instrument      |
| -------------- | --------------- |
| Sonny Rollins  | saxophone ténor |
| Leroy Vinnegar | contrebasse     |
| Barney Kessel  | guitare         |
| Shelly Manne   | batterie        |
| Hampton Hawes  | piano           |
| Vic Feldman    | vibraharpe      |

## Titres
|    | Titre                                    | Compositeur                            | Durée |
| -- | ---------------------------------------- | -------------------------------------- | ----- |
| 1. | I've Told Ev'ry Little Star              | Oscar Hammerstein II, Jerome Kern      | 5:28  |
| 2. | Rock-A-Bye Your Baby with a Dixie Melody | Sam M. Lewis, Jean Schwartz, Joe Young | 4:55  |
| 3. | How High the Moon                        | Nancy Hamilton, Morgan Lewis           | 7:45  |
| 4. | You                                      | Harold Adamson, Walter Donaldson       | 4:16  |
| 5. | I've Found A New Baby                    | Jack Palmer, Spencer Williams          | 3:40  |
| 6. | Alone Together                           | Howard Dietz, Arthur Schwartz          | 6:01  |
| 7. | In the Chapel in the Moonlight           | Billy Hill                             | 6:41  |
| 8. | The Song Is You                          | Oscar Hammerstein II, Jerome Kern      | 5:44  |

## Technique
Ingénieur du son : Roy DuNann.
Lieu: Contemporary's Studio, Los Angeles, 20, 21 et 22 octobre 1958.

## Discographie
Contemporary, OJC 340, 1958.

## Sources
Liner notes de Sonny Rollins and the Contemporary Leaders, Lester Koenig.